# Cervino (Kampanien)
Cervino ist eine italienische Gemeinde (comune) in der Provinz Caserta in Kampanien.

## Lage und Einwohner
Die Gemeinde liegt etwa  14 Kilometer südöstlich von der Provinzhauptstadt Caserta und grenzt unmittelbar an die Provinz Benevento. Die auf 140 Meter Höhe liegende Gemeinde hat 4720 Einwohnern (Stand 31. Dezember 2024).
Die Nachbargemeinden sind Durazzano (BN), Maddaloni, Santa Maria a Vico und Valle di Maddaloni.

### Bevölkerungsentwicklung

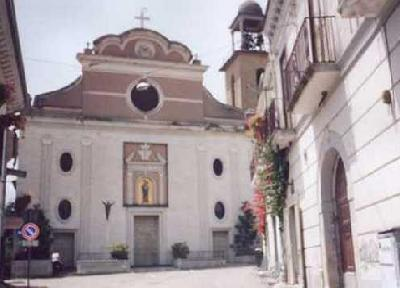
Kirche von Cervino

### Verkehrsanbindung
Die Gemeinde liegt an der Strada Statale 7 Via Appia, die Rom mit Brindisi verbindet. Sie entspricht größtenteils der antiken römischen Konsularstraße Via Appia. Bis 1970 wurde die Gemeinde von der Fermata ferroviaria di Cervino-Durazzano auf der Bahnstrecke Benevento–Cancello bedient. Da der Bahnhof etwa 6 Kilometer außerhalb des Zentrums lag wurde die Haltestelle geschlossen und durch Busse ersetzt.